# Minimum viable product
Minimum viable product (MVP, též česky minimální životaschopný produkt) je produkt s nejmenší možnou funkcionalitou, který je však plně použitelný a umožňuje získat zpětnou vazbu od zákazníků pro další vývoj. Představuje tedy základní verzi softwaru s klíčovými funkcemi, která umožňuje ověřit zájem uživatelů bez nutnosti plnohodnotného vývoje a vysokých investic. MVP je také označení pro vývojovou techniku či marketingovou strategii, která se užívá pro snížení obchodního rizika při vývoji aplikací.
Výsledkem klasického vývoje je obvykle komplexní produkt, který firma následně testuje na zákaznících. MVP se naopak zaměřuje na pouze jednu z potřeb klienta. Čas i náklady na vývoj MVP jsou nižší než na vývoj komplexního produktu. Díky tomu se produkt rychleji dostane ke koncovému uživateli, což umožní získat prvotní zpětnou vazbu.
Pojem v roce 2001 vymyslel a definoval Frank Robinson a poté jej popularizovali Steve Blank a Eric Ries.

## Širší použití
Přístup spojený s MVP není omezený pouze na oblast vývoje digitálních produktů, ale lze ho využít prakticky v dalších podnikatelských oblastech. Mnoha firem, které dnes patří ke špičkám v oboru, začala právě s využitím přístupu MVP. Patří sem například Spotify, Airbnb nebo i Facebook. Přístup lze využít k otestování podnikatelských záměrů. Případně lze využít MVP pro rychlé nasazení aplikace či jiného produktu na trh, a tím získat konkurenční výhodu.